# Международна анкетна комисия за разследване на зверствата при потушаването на Априлското въстание
Международната анкетна комисия за разследване на извършените зверствата при потушаването на Априлското въстание е създадена с цел осветляването на военните престъпления, извършени от редовната турска армия и башибозук по време на потушаването на Априкското въстание през 1876 г., извършени в земите, населявани с българи по това време.
Комисията е съдадена под натиска, оказан от прогресивната демократична общественост в редица европейки страни (Англия, Франция, Италия, Чехия, Румъния и Русия), която излязла на улицата да изрази гневно своя протест срещу зверствата. „Дейли експрес“ чрез своят кореспондент и анкетьор Джанюариъс Макгахан започнал да публикува резултатите от разследванията на международната анкетна комисия при цялостната му обиколка в Българско, заедно с управляващия руското послство в Одрин княз Алексей Церетели и Юджийн Скайлър, който е генерален консул на американското посолство в столицата на империята, кореспондента на „Кьолнише цайтунг“ д-р Карл Шнайдер, и преводача Петър Димитров. Ангажирани са и редица общественици, учени, политици и революционери. Такива са д-p Албърт Лонг и Джордж Уошбърн. Революционерът Джузепе Гарибалди също застава зад каузата на българския народ. Изразил възмущение заедно с него и немският канцлер Ото фон Бисмарк към всички онези, които подкрепят действията на Високата порта. Присъединили са се и Чарлз Дарвин, Дмитрий Менделеев, Лев Толстой и Виктор Юго.

## Списък с ангажирани лица
Виктор Юго, Джузепе Гарибалди, княз Ото фон Бисмарк, Уилям Гладстон, княз Алексей Николаевич Церетелев, Джанюариъс Алоуишиъс Макгахан, Юджийн Скайлър, граф Николай Павлович Игнатиев, Хорас Мейнард, Чарлз Дарвин, Лев Николаевич Толстой, Фьодор Михайлович Достоевски, Иван Сергеевич Тургенев, Дмитрий Иванович Менделеев, Константин Иречек, Уолтър Беринг, Иван дьо Вестин, Жул Верн, сър Едвин Пиърс, Всеволод Михайлович Гаршин, Василий Иванович Немирович-Данченко, художникът Василий Василевич Верешчагин, Иван Сергеевич Аксаков, Оскар Уайлд, журналистите Емил Жирарден, Жан Периго и Жан дьо Вестин, полският художник Антони Пиотровски рисувал Баташкото клане след повече от едно десетилетие, тримата пратеници на френския седмичник „Илюстрасион“ – военният журналист Людовик Ригондо заедно с художниците Пол Кауфман и Л. Е. Петрович. Художникът Пол Адолф Кофман и Людовик Ригондо се намират във Видин за да отразяват започналата Сръбско-турска война през 1876 г. Двамата остават потресени от гледката на отрязаните глави на ботеви четници, набучени на колове. Пол Кофман изпраща рисунка на видяното и тя е поместена на първа страница на „L’Illustration“ в броя от 22 юли с.г.

## Непълен списък с извършители
- Тосун бей – извършил погром над Клисура
- Хафъз паша – под негово командване османски войски и башибазук потушават Априлското въстание и Кумановското въстание през 1876 г., особено жестоко в Панагюрище на Маньово бърдо (26 – 30 април 1876) и Копрвщица (1 май 1876)
- Хасан бей и Хафъз паша – Раковица, село Баня и село Мечка.
- Ахмед ага Барутанлията – разслдвано от комисията, на 3 май 1876 г. начело на башибозуци извършва Баташкото клане. Изклани са между 1200 и 5000 души, според различните източници.
- На 6 май 1876 г. турците извършват клане и опожаряват село Батошево и разположения наблизо Батошевски манастир.[6]
- На 9 май 1876 г. башибозук и черкезка конница извършват клане над село Кръвеник. Голяма част от населението е ликвидирано, малко оцелели се спасяват с бягство в планината.[6]
- На 9 май 1876 г. башибозук извършва клане и запалва Ново село и Новоселския манастир. Костите на избитите са погребани на мястото. Убити след поругаване са игуменката, монаси и монахини от манастира.[6]

## Разследвания, направени от комисията
- Престъпленията на Тосун бей.
- Баташкото клане. Жертвите са обявени за мъченици на вярата от БПЦ.
- Клането в Ново село. На 8 август 1876 г. комисията изработва общото официално изявление, наричено „process verbal“ (протокол).[6]

### Резултати
- Тосун бей и Ахмед ага Барутанлията са наказани с понижение в длъжност.
- Осман Нури ефенди спасява Пещера и Брацигово от съдбата на Батак.

### Освободени по настояване на комисията
- Вельо Бояджиев
- Гаврил Ганчов
- Райна Княгиня
- Тодор Карапетков
- Цанчо Биволаров
- Костадин Ерчев
- Георги Зафиров